# Zileuton
Zileuton ist ein Hemmer der 5-Lipoxygenase. Es wirkt selektiv und reversibel auf der 5-Lipoxygenase, die bei Entzündungen freigesetzten Leukotriene LTA4, LTB4, LTC4, LTD4 und LTE4 produziert.
Zileuton wird in den USA als Arzneistoff bei leichtem bis mittelschwerem Asthma bronchiale angewendet. Eine Wirkung erwartet man auch gegen anderen entzündlichen Erkrankungen, was aber noch durch Studien belegt werden soll.
In Deutschland gibt es keine zugelassenen Fertigarzneimittel mit diesem Wirkstoff.